# 20th Century Animation
20th Century Animation — американская анимационная студия, являющаяся дочерней компанией Walt Disney Studios. Первоначально создана в 1994 году как дочерняя компания 20th Century Fox (ныне 20th Century Studios). Студия расположена в Сенчури-Сити, Лос-Анджелес, и занимается производством полнометражных мультфильмов.

## Предыстория
Перед открытием своего анимационного подразделения Fox выпустила свои первые семь анимационных фильмов: «Бегемот Гуго» (1975), «Волшебники» (1977), «Бедняки Энн и Энди: Музыкальное приключение» (1977), «Огонь и лёд» (1983), «Долина папоротников: Последний тропический лес» (1992), «Однажды в лесу» (1993) и «Повелитель страниц» (1994). В мае 1993 года Fox заключила двухлетний контракт с Nickelodeon на производство семейных фильмов.. Однако из-за приобретения Paramount Pictures компанией Viacom в 1994 году, в рамках сделки не было снято никаких фильмов и вместо этого компания занялась распространением фильмов.

## История

### Fox Family Films
В феврале 1994 года Fox основало подразделение под названием Fox Family Films под руководством Джона Матояна, как одно из четырёх подразделений компании 20th Century Fox. Планировалось, что подразделение будет выпускать шесть полнометражных фильмов в год. 6 мая 1994 года Fox Family объявила о приёме на работу Дона Блута и Гари Голдмана в новую анимационную студию стоимостью 100 миллионов долларов, строительство которой началось в том же году в Финиксе, Аризона. Через три года анимационная студия выпустит свой первый мультфильм «Анастасия». В сентябре 1994 года Руперт Мёрдок повысил Матояна до руководителя Fox Broadcasting Company.
В дальнейшем Fox Family Films выпустила такие фильмы как: «Могучие морфы: Рейнджеры силы» (1995), «Появляется Данстон» (1996) и «Один дома 3» (1997).
В январе 1998 года Роберт Лоуренс Стайн договорился с Fox Family Films об экранизации книжной франшизы «Ужастики», продюсером которой должен был стать Тим Бёртон.

### 20th Century Fox Animation

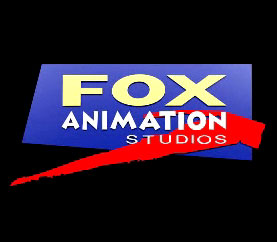
Логотип Fox Animation Studios в 1998 году

В 1998 году после успеха мультфильма «Анастасия» подразделение было переименовано в Fox Animation Studios и сосредоточилось на производстве анимационных фильмов. Находившиеся тогда в разработке фильмы: «Серебряный Сёрфер», пародийный фильм-катастрофа «Зона бедствий», «Фантастическое путешествие» и «Ужастики» не вышли. Фильм 1998 года по мотивам истории о Золушке «История вечной любви» (1998) был последним игровым кинофильмом подразделения.
Позже студию переименовали в 20th Century Fox Animation.

### 20th Century Animation
18 октября 2018 года было объявлено, что компания 20th Century Fox Animation будет присоединена вместе с 20th Century Fox к компании Walt Disney Studios в связи с их приобретением.
28 января 2020 года Disney отказался от слова Fox в названии студии.

## Фильмография

### Fox Family Films
| Год  | Название                      | Дистрибьютор     | Бюджет      | Сборы       |
| ---- | ----------------------------- | ---------------- | ----------- | ----------- |
| 1995 | Могучие морфы: Рейнджеры силы | 20th Century Fox | $15 000 000 | $66 433 194 |
| 1996 | Появляется Данстон            | 20th Century Fox |             | $9 871 065  |
| 1997 | Один дома 3                   | 20th Century Fox | $32 000 000 | $79 082 515 |
| 1997 | Турборейнджеры                | 20th Century Fox |             | $8 363 899  |
| 1998 | История вечной любви          | 20th Century Fox | $26 000 000 | $98 005 666 |

### Fox Animation Studios
| Год  | Название                                          | Дистрибьютор     | Бюджет      | Сборы        |
| ---- | ------------------------------------------------- | ---------------- | ----------- | ------------ |
| 1997 | Анастасия                                         | 20th Century Fox | $53 000 000 | $140 000 000 |
| 1998 | Принц Египта (дополнительная прорисовка эффектов) | 20th Century Fox | $70 000 000 | $218 613 178 |
| 1999 | Барток Великолепный                               | 20th Century Fox |             |              |
| 2000 | Титан: После гибели Земли                         | 20th Century Fox | $75 000 000 | $36 754 634  |

### Совместное производство
| Год  | Название                | Производство                                                      | Дистрибьютор         | Бюджет | Сборы |
| ---- | ----------------------- | ----------------------------------------------------------------- | -------------------- | ------ | ----- |
| 2007 | Симпсоны в кино         | Gracie Films The Curiosity Company                                | 20th Century Fox     |        |       |
| 2009 | Бесподобный мистер Фокс | American Empirical Pictures Indian Paintbrush Regency Enterprises | 20th Century Fox     |        |       |
| 2014 | Книга жизни             | Reel FX Animation Studios                                         | 20th Century Fox     |        |       |
| 2021 | Неисправимый Рон        | Locksmith Animation                                               | 20th Century Studios |        |       |

### Другое
- 1998 — Долина Папоротников 2: Волшебное спасение
- 1999 — Олайв
- 2001 — Обезьянья кость
- 2002 — Кунг По: Нарвись на кулак
- 2018 — Остров собак
- 2020 — Зов предков
- 2022 — Ночь в музее: Камунра снова восстаёт